# Kosterfjorden-Väderöfjorden
Kosterfjorden-Väderöfjorden este o arie protejată (arie specială de conservare — SAC, sit de importanță comunitară — SCI) din Suedia întinsă pe o suprafață de 54.016 ha, integral pe uscat.

## Localizare
Centrul sitului Kosterfjorden-Väderöfjorden este situat la coordonatele 58°45′55″N 11°02′15″E / 58.7652°N 11.0374°E.

## Înființare
Situl Kosterfjorden-Väderöfjorden a fost declarat sit de importanță comunitară în iulie 2000 pentru a proteja 2 specii de animale. Situl a fost protejat și ca arie specială de conservare în martie 2011.

## Biodiversitate
Situată în ecoregiunile boreală și marină Atlantică, aria protejată conține 12 habitate naturale: Salicornia și alte specii anuale care populează regiunile mlăștinoase și nisipoase, Pășuni atlantice udate de apa mării (Glauco-Puccinellietalia maritimae), Vegetație perenă pe țărmurile stâncoase, Pajiști uscate europene, Faleze cu vegetație de pe coastele atlantice și baltice, Vegetație anuală la limita mareei, Roci stâncoase cu vegetație pionieră de Sedo-Scleranthion sau Sedo albi-Veronicion dillenii, Pajiști fino-scandinave uscate până la mezice, bogate în specii de altitudine mică, Golfuri mici largi și golfuri puțin adânci, Bancuri de nisip acoperite în permanență slab de apă marină, Terase mlăștinoase și terase nisipoase neacoperite de apă la reflux, Recifuri.
La baza desemnării sitului se află mai multe specii protejate de  mamifere (2): focă obișnuită (Phoca vitulina), marsuin (Phocoena phocoena).